# Elias Bilgram

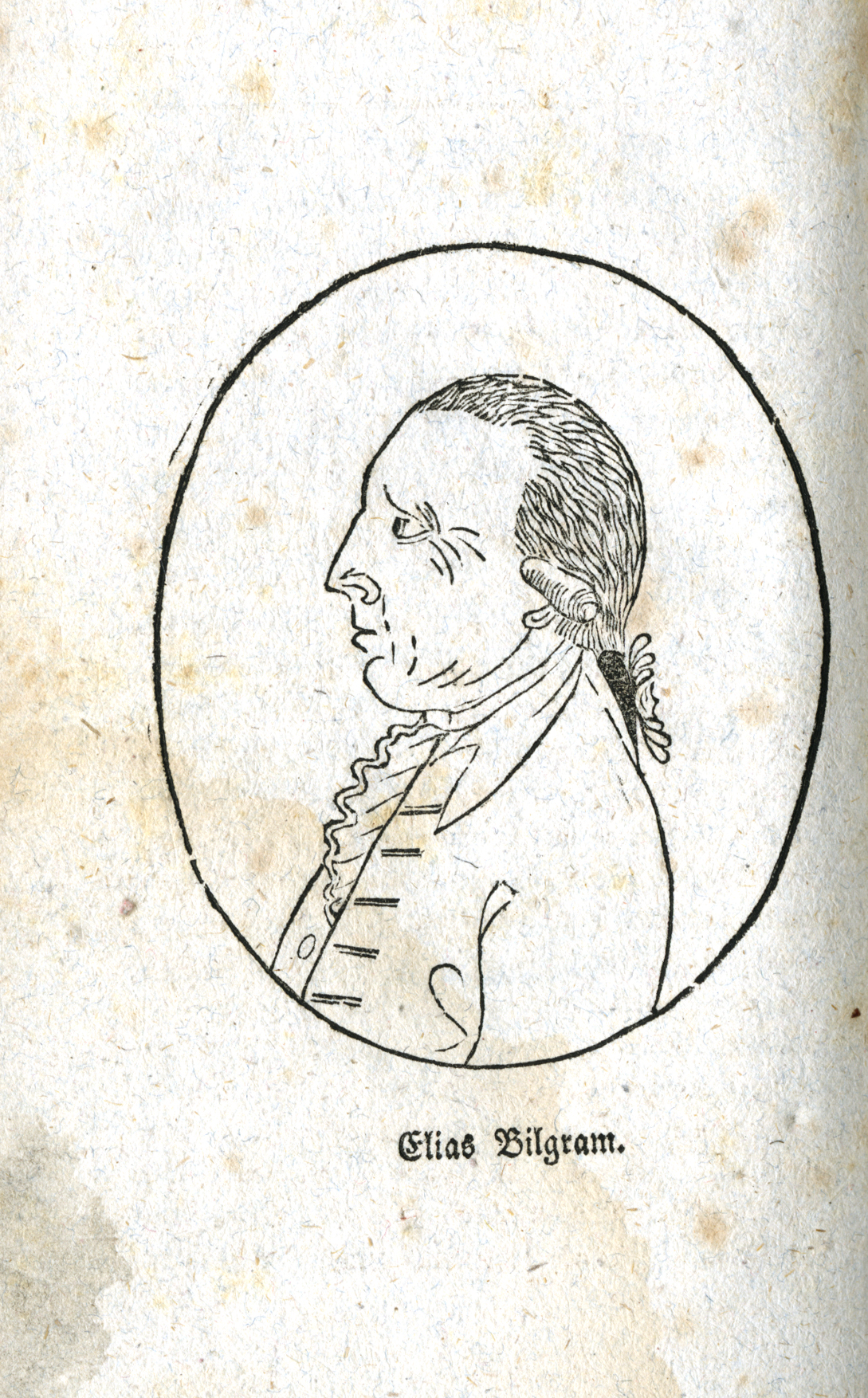
Elias Bilgram in Lebensbeschreibungen einiger des Andenkens würdiger Männer von Memmingen

Elias Bilgram (* 19. Juni 1724 in Memmingen; † 15. November 1803 ebenda) war ein deutscher Gürtlermeister, Mechaniker, Kunsthandwerker, Metallkünstler, Mechaniker, Instrumentenbauer und Zeichner.

## Leben und Wirken

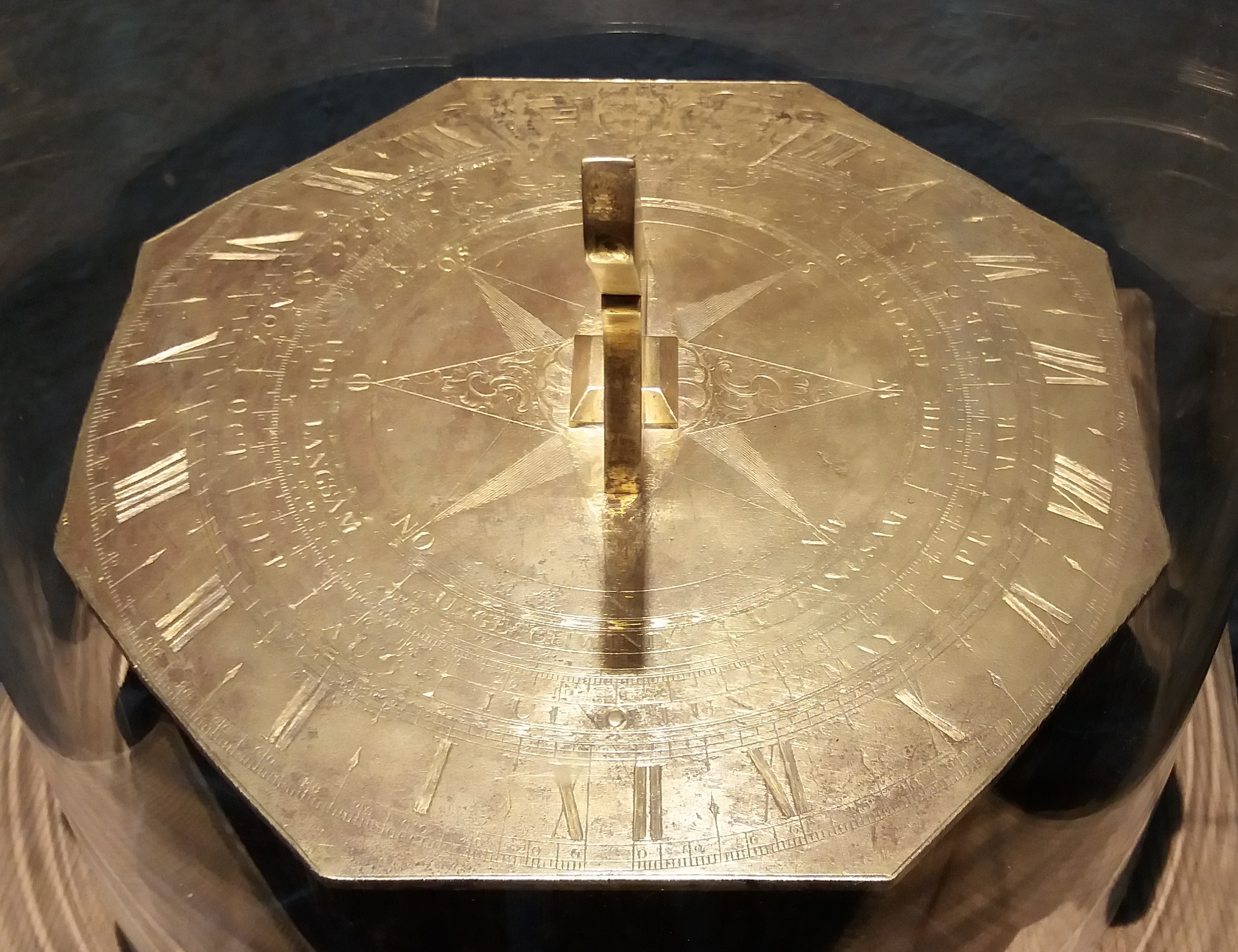
Eine von Elias Bilgram hergestellte Sonnenuhr aus Messing im Kirchturm von St. Martin (Memmingen)

Elias’ Vater, der Steuerschreiber Jakob Friedrich Bilgram, verstarb früh, weshalb er mit seinen acht Geschwistern von der Mutter erzogen wurde. Für eine Lehre als Gürtler wurde er 1738 nach Augsburg geschickt. Bereits von früher Jugend an zeigte Bilgram eine große Begeisterung für Mechanik und Optik. Dies brachte ihn mit dem angesehenen Augsburger Mechanikus Georg Friedrich Brander zusammen. Dieser unterwies ihn im Instrumentenbau. Seine Ausbildung als Mechanikus verfolgte Bilgram 1749 weiter und ging dafür nach Straßburg und Amsterdam. Nach 1751 war er für etwa achteinhalb Jahre in London, dem damaligen europäischen Zentrum für Instrumentenbau. In seine Heimatstadt Memmingen kehrte er 1759 zurück und heiratete Sibylle Mayer. Diese verstarb früh, und er ging eine zweite Ehe mit Elisabeth Margarete Hummel, einer Bäckerstochter aus Memmingen, ein. Mit ihr hatte er drei Söhne und zwei Töchter.
Bilgram stellte in seiner Werkstatt in Memmingen mathematische Instrumente her und fertigte mechanische und optische Arbeiten auf damals höchstem Niveau. Unter seinen Werken befinden sich Teleskope, Mikroskope, Reißzeuge und Gravuren. Eine Bleistiftzeichnung mit der Ostansicht seiner oberschwäbischen Heimatstadt Memmingen ist im Stadtmuseum ausgestellt. Sie diente als Vorlage für drei Kupferstiche der sogenannten Handwerkskundschaften für alle Zünfte sowie für die Bierbrauerzunft 1766 und die Weißgerberzunft 1769. Alle sind bezeichnet mit E. Bilgram.
Eine von Bilgram hergestellte Sonnenuhr aus Messing befand sich ursprünglich außen am Kirchturm der Martinskirche in Memmingen. Heute wird das gesäuberte und polierte Instrument im Inneren des Kirchturms ausgestellt und kann im Rahmen der Turmbesteigung besichtigt werden.
Elias Bilgram starb im November 1803 im Alter von 79 Jahren in Memmingen. 
Der Pfarrer Benedikt Schelhorn würdigte Bilgram in seinem 1811 erschienenen Werk „Lebensbeschreibungen einiger des Andenkens würdiger Männer von Memmingen“ als eine von sieben erinnerungswürdigen Memminger Persönlichkeiten, indem er neben einer Porträtzeichnung Bilgrams eine ausführliche Beschreibung seines beruflichen Werdegangs, seiner handwerklichen Fähigkeiten und seiner Wesenszüge für die Nachwelt festhielt.